# Ronnie Verrell
Ronald „Ronnie“ Thomas Verrell (* 21. Februar 1926 in Rochester, England; † 22. Februar 2002 in Royal Borough of Kingston upon Thames, England) war ein englischer Jazz-Schlagzeuger, der weltweite Bekanntheit als Animal in der Muppet Show erlangte.

## Leben und Wirken
Verrell begann seine Karriere in den 1940er Jahren in lokalen Jazz- und Dancebands, etwa bei Carl Barriteau, dem Londonaires Dance Orchestra und ab 1949 bei Cyril Stapleton. Lange Jahre wirkte er als Bigbandschlagzeuger, zunächst von 1951 bis 1964 im Ted Heath Orchestra, mit dem er auch auf Tournee in die Vereinigten Staaten ging. Anschließend war er beim Jack Parnell ATV Orchestra für gute zehn Jahre tätig. Dort spielte er auch regelmäßig die Sunday Night at the London Palladium, eine Varietéshow, die von 1955 bis 1967 und von 1973 bis 1974 im britischen Fernsehen lief. Darüber hinaus war er bei der Frank Skinner Show im Fernsehen tätig.  
1969 spielte er auf dem ersten regulären Album der Band Strawbs Schlagzeug und ersetzte gelegentlich Dave Clark bei den Dave Clark Five. Am bekanntesten war er als der Mann, der ab Mitte der 1970er Jahre Animal von der Muppet Show die trommlerischen Fähigkeit verlieh. In der Muppet Show lieferte er sich musikalische Duelle mit Dizzy Gillespie und Buddy Rich. Als Studiomusiker war er an Aufnahmen von Tony Bennett, Shirley Bassey, John Williams, Cleo Laine, Tom Jones, Champion Jack Dupree, Vic Lewis, Jay McShann, Al Casey, Stan Tracey sowie von Yehudi Menuhin und Stéphane Grappelli beteiligt.
Seit 1981 spielte er mit dem Syd Lawrence Orchestra; in seinen letzten Lebensjahren trat er in Jazz-Combos um Sänger Tony Jacobs und Klarinettist Dave Shepherd auf. Bedingt durch einen Treppensturz im eigenen Haus musste Verrell operiert werden, wodurch er sich eine Lungenentzündung zuzog, die zum Tode führte.
Verrell war dreimal verheiratet und Vater dreier Töchter.